# Президентские выборы на Северном Кипре (2015)
Президентские выборы в Турецкой Республике Северного Кипра 2015 года проходили в два тура 19 и 26 апреля. Во второй тур вышли президент Дервиш Эроглу и Мустафа Акынджи. Победу одержал Мустафа Акынджи.
Результаты выборов рассматривают как сокрушительное поражение властей. Кандидат от Республиканской турецкой партии Сибель Сибер, которая была главой правительства на момент выборов, даже не вышла во второй тур. После этого премьер-министр Озкан Йорганджиоглу заявил, что он уйдёт с поста на следующем партийном съезде. Дервиш Эроглу объявил о своём уходе из политической жизни страны.

## Избирательная система
Президент Северного Кипра избирается в два тура, если ни один из кандидатов не набирает большинство в первом. Второй тур назначается через неделю после первого. Президент играет роль в исполнительной ветви власти, а также представляет Северный Кипр в международных делах, в частности на мирных переговорах.

## Результаты
| Кандидат                                                 | Кандидат                           | Партия                             | 1-й тур | 1-й тур | 2-й тур | 2-й тур |
| Кандидат                                                 | Кандидат                           | Партия                             | Голоса  | %       | Голоса  | %       |
| -------------------------------------------------------- | ---------------------------------- | ---------------------------------- | ------- | ------- | ------- | ------- |
|                                                          | Мустафа Акынджи                    | Беспартийный                       | 29 030  | 26,94   | 67 035  | 60,50   |
|                                                          | Дервиш Эроглу                      | Беспартийный                       | 30 328  | 28,15   | 43 764  | 39,50   |
|                                                          | Сибель Сибер                       | Республиканская турецкая партия    | 24 271  | 22,53   |         |         |
|                                                          | Кудрет Озерсай                     | Беспартийный                       | 22 895  | 21,25   |         |         |
|                                                          | Ариф Салих Кирдаш                  | Беспартийный                       | 530     | 0,49    |         |         |
|                                                          | Мустафа Онурер                     | Кипрская социалистическая партия   | 428     | 0,40    |         |         |
|                                                          | Мустафа Улаш                       | Беспартийный                       | 259     | 0,24    |         |         |
| Недействительных/пустых бюллетеней                       | Недействительных/пустых бюллетеней | Недействительных/пустых бюллетеней | 2562    | -       | 2679    | -       |
| всего                                                    | всего                              | всего                              | 110 303 | 100     | 110 799 | 100     |
| Действительных бюллетеней/Явка                           | Действительных бюллетеней/Явка     | Действительных бюллетеней/Явка     | 176 916 | 62,35   | 176 980 | 64,12   |
| Источник: High Election Committee — first round, run-off |                                    |                                    |         |         |         |         |